# Championnat de Serbie-et-Monténégro de football
Le championnat de Serbie-et-Monténégro de football (en serbe : Prva savezna liga, signifiant Première ligue fédérale) est une ancienne compétition de football qui a constitué la plus haute division du football serbo-monténégrin. Actif de 1992 à 2006, il est le successeur effectif de l'ancien championnat de la RFS de Yougoslavie et était jusqu'en 2003 le championnat de la République fédérale de Yougoslavie avant que le pays ne soit renommé la même année.
Il est par la suite remplacé par le championnat de Serbie et le championnat du Monténégro.

## Histoire
À la suite du départ des clubs de Croatie et de Slovénie en 1991 et des clubs de Bosnie-Herzégovine et de Macédoine en 1992 un nouveau championnat est créée. Ce championnat se veut la poursuite du précédent et regroupe les clubs de la nouvelle République fédéral de Yougoslavie.
Pour sa première saison le championnat regroupe 19 clubs, parmi eux 2 seront reléguées en D2. Le premier champion de ce nouveau championnat est le FK Partizan Belgrade.
Pour la saison suivante et pour les suivantes un nouveau format est mis en place. Le championnat est découpé en 2 ligues la 1.A Liga et la 1.B Liga. À mi-saison, les 4 moins bons clubs de 1.A Liga sont relégués en 1.B Liga tandis que les meilleurs de 1.B Liga prennent le chemin inverse.
Le FK Partizan Belgrade remporte les éditions 1993, 1994, 1996 tandis que l'Étoile rouge de Belgrade remporte l'édition 1995.
Pour la saison 1999 le championnat change de format et se transforme en une poule unique de 12 clubs. Le championnat sera remporté par le FK Partizan Belgrade. Lors de la saison 1998 l'Obilic Belgrade promu en début de saison remporte le championnat devant les deux ogres que sont l'Étoile rouge de Belgrade et le FK Partizan Belgrade. Cela reste encore à ce jour la seule année où le championnat n'a pas été gagné par l'Étoile rouge ou le Partizan.
La saison 1999, la première à 18 clubs, n'a pu aller à son terme les forces de l'OTAN étant intervenu dans le pays dans le carde de la Guerre du Kosovo. La saison suivante se déroulera exceptionnellement à 21 clubs à la suite de ces évènements et du forfait du FC Prishtina.
Pour la saison 2004 le championnat passe à 16 clubs. Ce format sera conservé jusqu'à la fin du championnat de Serbie-et-Monténégro. La période 1993-2006 aura été légèrement dominé par le FK Partizan Belgrade avec 8 titres comparé à l'Étoile rouge de Belgrade et ses 5 titres.

## Palmarès
| Saison    | Champion                     | Vice-champion            | Meilleur(s) buteur(s)          | Buts    |
| --------- | ---------------------------- | ------------------------ | ------------------------------ | ------- |
| 1992-1993 | Partizan Belgrade            | Étoile rouge de Belgrade | Anto Drobnjak Vesko Mihajlovic | 22 buts |
| 1993-1994 | Partizan Belgrade (2)        | Étoile rouge de Belgrade | Savo Milošević                 | 21 buts |
| 1994-1995 | Étoile rouge de Belgrade     | Partizan Belgrade        | Savo Milošević                 | 30 buts |
| 1995-1996 | Partizan Belgrade (3)        | Étoile rouge de Belgrade | Vojislav Budimirović           | 23 buts |
| 1996-1997 | Partizan Belgrade (4)        | Étoile rouge de Belgrade | Zoran Jovičić                  | 21 buts |
| 1997-1998 | Obilic Belgrade              | Étoile rouge de Belgrade | Saša Marković                  | 27 buts |
| 1998-1999 | Partizan Belgrade (5)        | Obilic Belgrade          | Dejan Osmanović                | 21 buts |
| 1999-2000 | Étoile rouge de Belgrade (2) | Partizan Belgrade        | Mateja Kežman                  | 27 buts |
| 2000-2001 | Étoile rouge de Belgrade (3) | Partizan Belgrade        | Petar Divić                    | 27 buts |
| 2001-2002 | Partizan Belgrade (6)        | Étoile rouge de Belgrade | Zoran Đurašković               | 27 buts |
| 2002-2003 | Partizan Belgrade (7)        | Étoile rouge de Belgrade | Zvonimir Vukić                 | 22 buts |
| 2003-2004 | Étoile rouge de Belgrade (4) | Partizan Belgrade        | Nikola Žigić                   | 19 buts |
| 2004-2005 | Partizan Belgrade (8)        | Étoile rouge de Belgrade | Marko Pantelić                 | 21 buts |
| 2005-2006 | Étoile rouge de Belgrade (5) | Partizan Belgrade        | Srđan Radonjić                 | 20 buts |

## Bilan par club
| Club                     | Titre(s) | Édition(s) remportée(s)                                                                |
| ------------------------ | -------- | -------------------------------------------------------------------------------------- |
| Partizan Belgrade        | 8        | 1992-1993, 1993-1994, 1995-1996, 1996-1997, 1998-1999, 2001-2002, 2002-2003, 2004-2005 |
| Étoile rouge de Belgrade | 5        | 1994-1995, 1999-2000, 2000-2001, 2003-2004, 2005-2006                                  |
| Obilic Belgrade          | 1        | 1997-1998                                                                              |